# 菝葜蚜
菝契蚜（学名：Aphis smilacifoliae）为常蚜科蚜屬下的一个种。